# جفرسن سی. دیویس
جفرسن سی. دیویس (انگلیسی: Jefferson C. Davis؛ ۲ مارس ۱۸۲۸ – ۳۰ نوامبر ۱۸۷۹) افسر نیروی زمینی ایالات متحده آمریکا بود که در جنگ‌های مودوک، آمریکا و مکزیک، و داخلی آمریکا خدمت نمود. وی نخستین رئیس بخش آلاسکا در بین سال‌های ۱۸۶۷ تا ۱۸۷۰ بود.